# Telegram (softver)
Telegram je cloud servis za slanje i razmenu instant poruka koji je razvila kompanija Telegram Messaging LLP sa sedištem u Londonu i operativnim centrima u Dubaiju. Kompaniju je osnovao ruski preduzetnik Pavel Durov, pre toga poznat kao osnivač popularne online društvene mreže VKontakte. Telegram koristi niz aplikacija na operativnim sistemima kao što su Android, iOS, Windows Phone, Windows NT, MacOS i Linux, a njegovi korisnici mogu da razmenjuju tekstualne poruke, glasovne i video poruke, fotografije, video snimke, audio fajlove, fajlove raznih formata (pdf, apk, itd.), GIF-ove, kao i da upućuju glasovne i video pozive. Sva Telegram ćaskanja su automatski enkriptovana, sa tim da tajna ćaskanja podržavaju end-to-end enkripciju i nisu uskladištena na cloud-u.

## Telegram opcije
Telegram trenutno podržava glasovne pozive, grupne glasovne pozive i video pozive.
Telegram poseduje grupe koje mogu imati do 200.000 članova i kanale sa neograničenim brojem pratilaca koji su namenjeni plasiranju raznoraznog sadržaja širokom auditorijumu. 
Telegram podržava razmenu svih formata fajlova, preko Telegrama se mogu poslati fajlovi veličine do 2 gigabajta, kao i fotografije bez kompresije.
Preko Telegrama možete obrisati istoriju poruka sa obe strane ili samo ćaskanje sa obe strane, svaka razmenjena poruka se može, takođe, obrisati sa obe strane. Korisnik Telegrama je u mogućnosti da izmeni sadržaj poslate poruke u roku od 48 h od trenutka slanja iste, kao i da zameni poslati medij (slika, video, audio ili neki drugi fajl.
Ima opciju za arhiviranje ćaskanja i klasifikaciju, odnosno sortiranje ćaskanja po podrazumevanim (grupe, kanali, botovi) i drugim kategorijama koje korisnik može da uređuje, a koje su nazvane folderi od strane Telegrama. Preko Telegrama možete, takođe, da šaljete i razmenjujete statične i animirane stikere. Ova aplikacija je implementirala i zakazano slanje poruka i slanje poruke kada je drugi korisnik/sagovornik onlajn, odnosno na mreži.
Telegram aplikacija ima opciju za samouništenje naloga nakon određenog vremena (mesec dana, tri meseca, šest meseci i godinu dana) neaktivnosti naloga.
Telegram je multiplatformska aplikacija (podržava desktop, Android, iOS), što bi značilo da se jedan Telegram nalog može koristiti istovremeno na više uređaja i da samim tim nema potrebe da se korisnik odjavi sa jednog uređaja (npr. telefona) ne bi li ga koristio na drugom uređaju (telefonu ili kompjuteru).

## Podržani jezici
Telegram je kreirao svoju platformu za prevođenje aplikacije na druge jezike. Trenutno ima desetak zvanično podržanih jezika koji se mogu naći u podešavanjima unutar same aplikacije, dok su svi ostali jezici u beta fazi, što bi značilo da nisu još implementirani u samu aplikaciju, iako im se može pristupiti preko Telegram linkova, prevod se može primeniti i samim tim promeniti interfejs aplikacije na dati jezik. 
Telegram prevod za srpski jezik se, takođe, nalazi u beta fazi. Aplikacija se trenutno prevodi od nekoliko volontera, svako može da sugeriše svoj predlog za prevođenje na Telegramovoj platformi.

## Spoljašnje veze
- Званични веб-сајт
- Even as Bitcoin Languishes, Telegram Raises $1.7 Billion Ahead of Largest ICO Ever Архивирано на веб-сајту  (9. новембар 2020) Fortune Magazine, Lucinda Shen, 30. mart 2018.